# Malarby
Malarby är en by i Raseborgs stad, Södra Finlands län. En av byarna i den gamla Tenala Socken. Malarby hörde till Trollshovda bol. Malarby ligger norr om Vikstrandsviken mellan Kesuböle och Degergård byar. Malarby omnämns första gången i jordeboken år 1549.
I Malarby finns en jaktförening.